# Václav Hálek
Václav Hálek (17. března 1937 Praha – 10. září 2014 Brandýs nad Labem) byl hudební skladatel známý především tím, že mnohé jeho skladby byly inspirovány houbami.
Vystudoval klavírní hru a kompozici na pražské konzervatoři a na Hudební fakultě Akademie múzických umění. Věnoval se tvorbě scénické hudby, v tomto oboru vytvořil přes 250 děl. Byl členem České mykologické společnosti a podle některých zdrojů zhudebnil okolo 1650 druhů hub. Vydal například Hudební atlas hub. Věnoval se i zhudebňování rostlinných druhů (např. stromů a květin), jiných objektů (např. obrazů) nebo také lidských hlasů. Inspiraci čerpal i ze svého duchovního života, mariánských zjevení, liturgických textů či lidových písní a latinské poezie.
V 60. letech jej navštívil John Cage a pojedl u Hálků houbovou smaženici.

## Knižně
- HÁLEK, Václav. Hudební atlas hub. 1. Hřiby: Jak zpívají houby [hudebnina]. Olomouc: Fontána, 2003. 102 s. Houby očima skladatele. ISBN 80-7336-073-X.
- SOCHA, Radomír; BAIER, Jiří a HÁLEK, Václav. Sbíráme čirůvky, aneb, Další chutné houby do naší kuchyně: [fotografický atlas]. Praha: Aventinum, 2012. 253 s. Fotografické atlasy. ISBN 978-80-7442-025-2.
- SOCHA, Radomír; BAIER, Jiří a HÁLEK, Václav. Sbíráme holubinky, aneb, Jak nasbírat houby, když nerostou hřiby: fotografický atlas. Praha: Aventinum, 2007. 199 s. Fotografické atlasy. ISBN 978-80-86858-29-6.
- SOCHA, Radomír a HÁLEK, Václav. Máme rádi houbičky: zpívánky o houbách pro nejmenší houbaře [hudebnina]. Praha: Miloslav Holman, 2011. 1 zpěvník, [19] s. ISBN 979-0-9004021-0-3.